# Passiflora mollissima
Passiflora mollissima , comummente conhecida como maracujá-banana ou banana-maracujá (não confundir com o cultivar híbrido Passiflora x exoniensis, que também é conhecido por este nome comum, mercê das semelhanças físicas entre ambas as espécies) é uma espécie de planta com flor pertencente à família das Passifloráceas. 
A autoridade científica da espécie é (Kunth) L.H.Bailey, tendo sido publicada em Rhodora 18: 156. 1916.

## Etimologia
Quanto ao nome científico desta espécie:
- O nome genérico, Passiflora, provém do étimo neolatino, passiflora, que resulta da aglutinação dos étimos latinos clássicos passio (paixão) e flora (flor).[4]

- O epíteto específico, mollissima, também provém do latim, tratando-se de uma declinação de mollissimus[5], e significa «a mais mole; a mais fraca; a mais suave».[6]

Os nomes comuns «maracujá-banana» e «banana-maracujá», prendem-se com a semelhança que o fruto desta espécie de maracujá tem com as bananas.

## Descrição
É uma espécie trepadora, de caules grossos, capaz de atingir até 10 metros de comprimento.
Do que toca às folhas, esta espécie pauta-se pelas folhas de posicionamento alternado; com 10 a 15 centímetros de comprimento; lóbulos de feitio oblongo-lanceolado; são ligeiramente hírsutas na página superior da folha e muito hirsutas na página inferior. Quanto aos pecíolos, medem entre 1 e 7 centímetros de comprimento. 
As flores desta espécie são solitárias,com 7 a 10 centímetros de diâmetro e apresentam uma coloração rosácea.
O fruto desta espécie é uma baga ovóide ou subglobosa, de coloração matizada entre o amarelo e o alaranjado, o que a faz parecer-se com uma pequena banana. No interior de cada fruto, contam-se entre 50 a 200 sementes.
A floração pode ocorrer durante todo o ano, embora se verifique com maior intensidade entre Julho e Outubro.

### Semelhança comPassiflora x exoniensis
Embora introduzida há menos do que a Passiflora mollissima, o híbrido Passiflora x exoniensis já existe há algumas décadas na ilha. A Passiflora x exoniensis é uma descendente da Passiflora mollissima com a qual muito se assemelha, quer no que toca às flores, quer no que toca aos frutos.

## Distribuição
Trata-se de uma espécie originária da América Central e do Sul, considerando-se nativa de territórios no Equador, Venezuela, Colômbia e Perú. Além de ser uma espécie introduzida subspontânea no arquipélago da Madeira, também é cultivada nos Açores.
Julga-se que esta espécie terá sido introduzida no arquipélago da Madeira, ainda no primeiro quartel do séc. XX, mercê dos seus frutos comestíveis e valor ornamental, marcando originalmente presença em jardins, já em 1914.

### Portugal
Deste modo, trata-se de uma espécie presente no território português, nomeadamente no Arquipélago da Madeira e dos Açores, sendo que, em termos de naturalidade, é uma espécie introduzida subspontânea, no primeiro, e cultivada no segundo, respectivamente.
Encontra-se registada a sua presença subspontânea nas freguesias arquipélago da Madeira de Camacha, Monte, Santo da Serra, S. Jorge, na Fajã da Nogueira, Ribeira da Janela e Ribeiro Bonito.

### Ecologia
Esta espécie prefere os ambientes húmidos e temperados. Medram tanto em courelas agrícolas, com em clareiras de florestas.  Usa-se como sebe-viva, para cobrir paredes de suporte e zonas incultas e rochosas.

## Protecção
Não se encontra protegida por legislação portuguesa ou da Comunidade Europeia.